# Damas chinesas

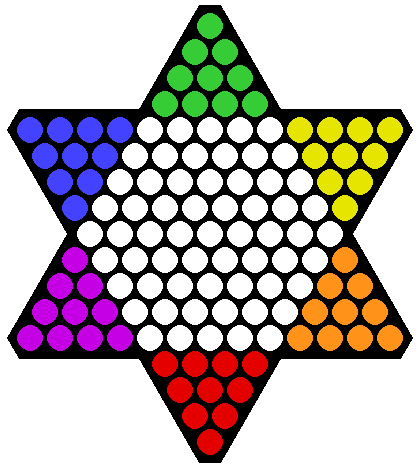
Posição inicial das damas chinesas para seis jogadores

Sternhalma, comumente como as damas chinesas é um jogo de tabuleiro de origem alemã para dois a seis jogadores jogando individualmente ou com parceiros. O jogo é uma variação moderna e simplificada do jogo halma.

## História
Este jogo foi distribuído primeiramente na Alemanha feito no século XIX, onde se chama sternhalma, já que era uma variante de um jogo estadunidense chamado halma, só que o tabuleiro aqui tem um formato de estrela (stern, em alemão).

## Regras
O tabuleiro das damas chinesas possui 121 casas com o formato da estrela de Davi (de seis pontas). Cada uma dessas casas faz vizinhança com outras seis casas (salvo as situadas na borda do tabuleiro, que podem fazer vizinhança com duas, quatro ou cinco). Cada jogador tem dez peças ao seu dispor. Ao começar o jogo, estas dez peças do mesmo jogador estão juntas em um dos triângulos que formam as pontas das estrelas. Cada equipe de dez peças tem uma coloração diferente que distingue do outro jogador. Geralmente as 121 posições do tabuleiro tem furos em que se encaixam as peças. Este desenho ajuda a ficar claro a regra que somente deve haver uma peça por casa.
O objetivo do jogo é ser o primeiro a movimentar as peças até o triangulo oposto. Por exemplo, o desenho abaixo mostra a disposição inicial do jogo com seus participantes. A deve mover suas peças até a letra N e vice versa; R deve mover até a letra V e vice versa; e finalmente C deve mover até a B e vice versa;
```
            R            
           R R           
          R R R          
         R R R R         
N N N N O O O O O C C C C 
 N N N O O O O O O C C C 
  N N O O O O O O O C C   
   N O O O O O O O O C   
    O O O O O O O O O    
   B O O O O O O O O A   
  B B O O O O O O O A A  
 B B B O O O O O O A A A 
B B B B O O O O O A A A A
         V V V V         
          V V V          
           V V           
            V
```

### Movimentos permitidos

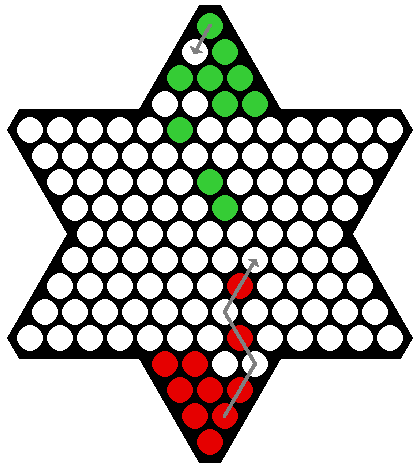
Exemplo de movimentação normal (verde) e de saltos seguidos (vermelho

Como no jogo clássico de damas, cada jogador deve mover somente uma peça por turno. Um movimento é válido quando:
- Há uma casa adjacente livre
- Saltando uma casa adjacente ocupada por outra peça (seja própria ou do adversário), e colocando na casa seguinte (na mesma direção) se estiver livre. Vários saltos seguidos podem ocorrer de uma só vez se a disposição das peças for propício.

Diferente das damas tradicionais, não é possível comer as peças que são saltadas